# Liste der Monuments historiques in Lanvaudan
Die Liste der Monuments historiques in Lanvaudan führt die Monuments historiques in der französischen Gemeinde Lanvaudan auf.

## Liste der Bauwerke
| Bezeichnung         | Beschreibung | Standort                | Kennzeichnung | Schutzstatus | Datum | Bild |
| ------------------- | ------------ | ----------------------- | ------------- | ------------ | ----- | ---- |
| Friedhofskreuz      |              | Le Bourg (Lage)         | PA00091350    | Inscrit      | 1934  |      |
| Fontaine Saint-Roch |              | Le Bourg (Lage)         | PA00091351    | Inscrit      | 1933  |      |
| Löwenbrunnen        |              | Place Principale (Lage) | PA00091352    | Inscrit      | 1934  |      |

## Liste der Objekte
- Monuments historiques (Objekte) in Lanvaudan in der Base Palissy des französischen Kultusministeriums